# Bitch (песня The Rolling Stones)
«Bitch» (рус. Стерва) — песня рок-группы The Rolling Stones, вошедшая в состав их альбома 1971 года Sticky Fingers. Так же песня вышла в качестве бисайда сингла «Brown Sugar», выпущенного весной того же года. В британскую версию сингла помимо неё была добавлена концертная интерпретация песни Чака Берри «Let It Rock», записанная 13 марта во время выступления в Университете Лидса во время британского тура 1971 года. Продюсером этой песни выступил Глин Джонс. Американская версия вышла на пару недель позже, и содержала бисайдом лишь «Bitch».
Песня была написана Миком Джаггером и Китом Ричардсом, и записана в течение октябрьских рекорд-сессий в Лондонской студии Olympic Studios и мобильной студии Rolling Stones, расположенной в поместье Stargroves. Своим ритмом и текстовой составляющей «Bitch» напоминает «Brown Sugar», и представляет собой агрессивную рок-композицию с блюзовой гитарой Мика Тейлора и двусмысленным скандальным текстом, который может означать как превратности любви, так и наркозависимость.

## Кавер-версии и использование в медиа
- Песня прозвучала в начале эпизода «Bad Risk» ситкома WKRP in Cincinnati.
- Американский джазовый флейтист Херби Манн записал удлинённую до 8 минут инструментальную кавер-версию песни, в записи которой принял участие Мик Тейлор. Эта версия вышла в альбоме Манна 1974 года London Underground, записанного в Лондоне и содержащего его интерпретации песен различных британских рок-групп.
- В 1992 году американская трэш-метал-группа Exodus выпустила кавер-версию песни в своём альбоме Force of Habit.
- Песня была перепета нью-йоркской группой Goo Goo Dolls для сборника No Alternative, выпущенного в 1993 году. В записи принял участие лаунж-исполнитель Лэнс Даймонд.
- Японская поп/рок-группа Superfly записала песню для своей компиляции каверов 2010 года Cover Songs: Complete Best. На неё был снят видеоклип.
- Также кавер-версию песни на некоторых концертах исполняла Dave Matthews Band.

## Участники записи
- Мик Джаггер — вокал
- Кит Ричардс — гитара, бэк-вокал
- Мик Тейлор — гитара
- Билл Уаймэн — бас-гитара
- Чарли Уоттс — ударные
- Джимми Миллер — перкуссия
- Бобби Кис — саксофон
- Джим Прайс — Труба